# Espace vectoriel normé
Pour les articles homonymes, voir EVN.

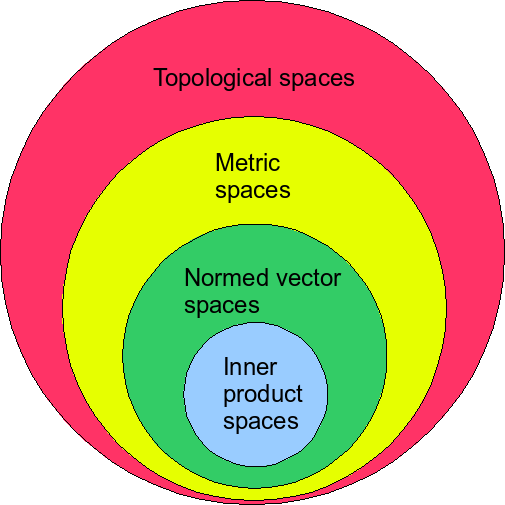
Hiérarchie des espaces mathématiques. Les espaces vectoriels normés (vert) sont un sur-ensemble des espaces à produit intérieur (bleu) et un sous-ensemble des espaces métriques (jaune), qui sont à leur tour un sous-ensemble des espaces topologiques (rouge).

Un espace vectoriel normé (EVN) est un espace vectoriel muni d'une norme.
Cette structure mathématique développe des propriétés géométriques de distance compatible avec les opérations de l'algèbre linéaire. Développée notamment par David Hilbert et Stefan Banach, cette notion est fondamentale en analyse et plus particulièrement en analyse fonctionnelle, avec l'utilisation d'espaces de Banach tels que les espaces Lp.

## Structure générale

### Définition
Soit K un corps commutatif muni d'une valeur absolue, et non discret (par exemple le corps des réels ou des complexes).
Définition — 
Un K-espace vectoriel E est dit normé lorsqu'il est muni d'une norme, c'est-à-dire d'une application
{\displaystyle {\mathcal {N}}:E\to \mathbb {R} ^{+}}
satisfaisant les hypothèses suivantes :
- séparation : {\displaystyle \forall x\in E,\ {\mathcal {N}}(x)=0\Rightarrow x=0_{E}} ;
- homogénéité : {\displaystyle \forall (\lambda ,x)\in {\rm {K}}\times E,\ {\mathcal {N}}(\lambda x)=|\lambda |{\mathcal {N}}(x)} ;
- sous-additivité (inégalité triangulaire) :  {\displaystyle \forall (x,y)\in E^{2},\ {\mathcal {N}}(x+y)\leq {\mathcal {N}}(x)+{\mathcal {N}}(y)}.

S'il n'y a pas de risque d'ambiguïté, la norme d'un élément x est notée ║x║. L'axiome d'homogénéité s'appelle aussi l'axiome de transformation par les homothéties et on parle aussi d'inégalité de convexité pour l'inégalité triangulaire.
La boule unité (fermée) de E est l'ensemble des vecteurs de norme inférieure ou égale à 1.

### Exemples fondamentaux
- Le corps K (égal ici à ℝ ou ℂ), muni de sa valeur absolue, est un K-espace vectoriel normé.
- Pour tout ensemble non vide X et tout espace vectoriel normé E, l'espace ß(X, E) des applications bornées de X dans E, muni de la norme de la convergence uniforme{\displaystyle \|f\|_{\infty }=\sup _{x\in X}\|f(x)\|,}est un espace vectoriel normé.
- Pour tout espace mesuré (X, Σ, μ) et pour 1 ≤ p ≤ ∞, l'espace Lp(μ) des fonctions mesurables de X dans K (prises à égalité près presque partout) et p-intégrables (ou bornées si p = ∞), muni de la norme p associée, est un espace vectoriel normé. Lorsque μ est la mesure de comptage, on le note plutôt ℓp(X).
  - Si X est un segment de ℝ ou plus généralement un compact de ℝn, muni de la mesure de Lebesgue, ces espaces Lp induisent les normes usuelles sur les espaces de fonctions continues sur X.
  - Sur ℓp({1, … , n}), on retrouve les  normes usuelles sur Kn.
  - Si 1 ≤ p < ∞, l'espace ℓp(ℕ), noté simplement ℓp, est l'espace des suites p-sommables x = (xn)n≥0 d'éléments de K, muni de la norme{\displaystyle \Vert x\Vert _{p}=\left(\sum _{n=0}^{\infty }\vert x_{n}\vert ^{p}\right)^{\frac {1}{p}}.}
  - ℓ∞(X) est l'espace B(X, K) des fonctions bornées de X dans K (donc des suites bornées si X = ℕ).

Remarque. Dans ces exemples, il n'est pas trop difficile de vérifier que la norme 1 ou ∞ est
bien une norme. Pour la norme 2, c'est une conséquence de l'inégalité de Cauchy-Schwarz.
Pour p quelconque, l'inégalité triangulaire, qui porte le nom d'inégalité de Minkowski, est plus cachée.

### Sous-espace et espace produit
Tout sous-espace vectoriel d'un espace vectoriel normé est normé par la restriction de la norme.
Soit (E, ║∙║E) et (F, ║∙║F) deux espaces vectoriel normés, alors l'application ║∙║E×F définie par l'égalité suivante est une norme sur l'espace vectoriel produit E×F :

### Espace quotient
Soit F un sous-espace vectoriel d'un espace vectoriel normé E. On définit l'application ║∙║E/F sur l'espace vectoriel quotient E/F par :
où d est la distance sur E (et sur ses parties) induite par la norme.
Propriété — L'application ║∙║E/F est une semi-norme sur l'espace vectoriel quotient E/F. C'est une norme si et seulement si F est fermé.
D'après les propriétés topologiques du quotient, une application linéaire f de E dans un espace vectoriel normé G est continue si et seulement si l'injection linéaire canonique f de E/ker(f) dans G par laquelle f se factorise l'est (elles ont alors même norme).

## Topologie

### Topologie d'un sous-espace, produit, quotient
Comme le montre l'article norme, la norme sur un espace vectoriel induit une distance donc une topologie, pour laquelle l'addition et la multiplication externe sont continues, ce qui entraîne de nombreuses propriétés, par exemple : l'adhérence de tout sous-espace vectoriel est un sous-espace vectoriel et (pour un espace vectoriel réel) l'adhérence et l'intérieur d'une partie convexe sont convexes.
Pour tout sous-espace vectoriel F, la topologie induite par celle de l'espace coïncide avec celle issue de sa distance donc de sa norme (restrictions de celles sur l'espace entier) : c'est une propriété générale des espaces métriques et de leurs sous-espaces.
La configuration est la même pour le produit de deux espaces E et F. Pour la norme ║∙║E×F définie précédemment, les boules de centre (x, y) et de rayons r > 0 (qui constituent une base de voisinages de (x, y) pour la topologie associée à cette norme) ne sont autres que les B(x, r)×B(y, r), donc constituent également une base de voisinages pour la topologie produit. Remarquons l'adéquation de la définition de ║∙║E×F à partir de ║∙║E et ║∙║F, qui pouvait a priori sembler arbitraire. Mais signalons que la même topologie sur E×F est obtenue en posant ║(x, y)║E×F = N(║x║E, ║y║F) où N est une norme quelconque sur ℝ2, par exemple l'une des normes usuelles mentionnées plus haut. Ceci est dû au fait que N est toujours équivalente à la norme max utilisée ici.
La situation reste analogue pour un quotient E/F. En effet, si φ est la projection canonique de E dans E/F, une base de voisinages de φ(x) pour la topologie quotient est constituée des φ(B(x,r)) (pour r > 0), qui coïncident exactement avec les boules (dans E/F, pour la semi-norme induite) de centre φ(x) et de rayon r.
Ainsi, la topologie induite sur un sous-espace, un produit d'espaces ou un quotient coïncide avec celle issue de la norme induite (ou de la semi-norme induite, dans le cas d'un quotient par un sous-espace non fermé).

### Opérateur borné
Un opérateur borné entre deux espaces vectoriels normés est simplement une application linéaire continue. Cette double appellation est justifiée par la proposition suivante :
Proposition —  Soient E et F deux K-espaces vectoriels normés. Pour une application linéaire f de E dans F, les propriétés suivantes sont équivalentes :
1. f est continue ;
2. f est continue en 0 ;
3. l'image par f de toute boule de centre 0 (donc de toute partie bornée) est bornée ;
4. l'image par f de la boule unité fermée est bornée ;
5. {\displaystyle \exists K\geq 0\quad \forall x\in E\quad \|f(x)\|\leq K\|x\|} ;
6. f est lipschitzienne ;
7. f est uniformément continue.

La norme d'opérateur d'un tel f est la plus petite constante C telle que f soit C-lipschitzienne.
Si une application linéaire f de E dans F est continue, alors son noyau est fermé (car c'est l'image réciproque du fermé {0} par l'application continue f). La réciproque est fausse (on construit même facilement des injections linéaires non continues). Cependant, si f est de rang fini et de noyau N fermé alors f est continue (en effet, elle se factorise alors par une application f de E/N dans F qui est continue, car linéaire sur un espace vectoriel normé de dimension finie).
Dans l'espace vectoriel L(E, F) des applications linéaires de E dans F, le sous-espace vectoriel de celles qui sont continues se note ℒ(E, F). La norme d'opérateur en fait un espace vectoriel normé.

### Complétude
Un K-espace vectoriel normé complet — c'est-à-dire dans lequel toute suite de Cauchy converge — porte le nom d'« espace de Banach ». Un espace vectoriel normé n'est pas nécessairement complet :
Proposition 1 — Aucun espace vectoriel normé réel de dimension infinie dénombrable n'est complet.
Le complété d'un espace vectoriel normé jouit de propriétés supplémentaires par rapport au complété d'un simple espace métrique :
Proposition 2 — 
Pour tout espace vectoriel normé E, il existe un espace de Banach Ec et une isométrie linéaire J, de E dans Ec, dont l'image est dense dans Ec.
En général, E est identifié à son image J(E) dans Ec. Ainsi, E apparait comme un sous-espace vectoriel de Ec, et la norme sur E induite par la norme de Ec coïncide avec la norme originelle sur E car J est une isométrie.
Le remplacement d'un espace E par son complété Ec ne modifie pas l'espace des applications linéaires continues de E dans F si F est complet (cette propriété permet de montrer que la proposition précédente caractérise l'espace vectoriel normé Ec à isomorphisme près). Plus généralement :
Proposition 3 — Soient G un espace vectoriel normé, E un sous-espace vectoriel dense et F un espace de Banach. Alors, pour la norme des opérateurs, l'application « restriction », de ℒ(G, F) dans ℒ(E, F), est un isomorphisme isométrique.
La complétude de F se « transmet » à l'espace des applications linéaires continues à valeurs dans F :
Proposition 4 — 
Soient E et F deux espaces vectoriels normés. Si F est complet alors l'espace ℒ(E, F) muni de la norme des opérateurs est complet.

### Théorème de Riesz
Ce théorème stipule que la boule unité (fermée) d'un espace vectoriel normé réel E est compacte si et seulement si E est de dimension finie.
Ainsi, la boule unité fermée d'un espace vectoriel normé réel de dimension infinie est toujours non compacte.
Cependant, la boule unité fermée de son dual topologique (de dimension infinie également) est *-faiblement compacte, c'est-à-dire compacte pour la topologie faible-* : voir Théorème de Banach-Alaoglu-Bourbaki.

## Cas particuliers

### Espace préhilbertien
Un espace est dit préhilbertien s'il dispose d'une norme dérivée d'un produit scalaire, sans être nécessairement complet (un espace préhilbertien complet est un espace de Hilbert). Le théorème de Fréchet-von Neumann-Jordan caractérise ces normes : ce sont celles vérifiant l'identité du parallélogramme. Cette identité est alors encore vérifiée dans le complété, qui est donc naturellement un espace de Hilbert (on peut le voir plus directement en prolongeant continûment le produit scalaire au complété, par continuité de Cauchy ou par identité de polarisation).

### Dimension finie
Soit E un espace vectoriel de dimension finie n sur R.
- Toutes les normes sur E sont équivalentes.
- Cette topologie sur E est la seule qui en fasse un espace vectoriel topologique séparé.
- Pour toute norme sur E :
  - toute application linéaire de E dans un espace vectoriel normé réel est (uniformément) continue ;
  - en particulier, E est (uniformément) homéomorphe à Rn ;
  - E est complet ; en particulier, il est fermé dans tout espace vectoriel normé (de dimension quelconque) dont il est un sous-espace ;
  - les parties compactes de E sont les fermés bornés.